# Ганьжин, Михаил Григорьевич
Михаи́л Григо́рьевич Га́ньжин (24 ноября 1923, Пермский край — 20 марта 2006) — советский военнослужащий, участник Великой Отечественной войны, полный кавалер ордена Славы, командир отделения 5-го воздушно-десантного гвардейского стрелкового полка, гвардии старший сержант — на момент последнего представления к награждению орденом Славы.

## Биография
Родился 24 ноября 1923 года в деревне Запрягаево Кунгурского района Пермского края. В 1937 году окончил 7 классов железнодорожной школы в городе Свердловске. Работал конюхом в городе Кунгуре.
Участник Великой Отечественный войны, в июне 1942 года был призван Красную Армии. С того времени на фронте, прошел снайперскую подготовку. Воевал на Центральном, 1-м и 4-м Украинских фронтах. Участвовал в форсировании Днепра, освобождении Украины. Как снайпер уничтожил 15 вражеских солдат и офицеров. К весне 1944 года гвардии сержант Ганьжин — помощник командира взвода 5-го воздушно-десантного гвардейского стрелкового полка 2-й гвардейской воздушно-десантной дивизии. Отличился в боях за освобождение Западной Украины.
23 марта 1944 года в бою за село Иваньковцы гвардии сержант Ганьжин первым поднялся в атаку увлекая за собой бойцов, лично уничтожил 5 противников. Был представлен к награждению орденом Славы 3-й степени.
26 апреля 1944 года в боях за опорные пункты на северо-западнее Коломыйского района Ивано-Франковской области командир отделения того же полка гвардии старший сержант Ганьжин огнём из пулемёта сразил около 20 вражеских солдат. Окружив с отделением проникших на наши позиции противников, в единоборстве уничтожил ещё одного из них. Был вновь представлен к награждению орденом Славы.
Приказом по частям 2-й гвардейской воздушно-десантной дивизии от 6 июня 1944 года гвардии сержант Ганьжин Михаил Григорьевич награждён орденом Славы 3-й степени.
Приказом по частям 2-й гвардейской воздушно-десантной дивизии от 19 июня 1944 года гвардии старший сержант Ганьжин Михаил Григорьевич награждён орденом Славы 3-й степени повторно.
В августе 1944 года в районе населённого пункта Яремча умело руководил отделением, которое уничтожило в бою свыше 15 солдат противника. В одном из следующих боев был ранен и попал в госпиталь.
Приказом от 29 сентября 1944 года гвардии старший сержант Ганьжин Михаил Григорьевич награждён орденом Славы 2-й степени.
Награды тогда не получил. После госпиталя в свою часть не вернулся. Был направлен на курсы младших лейтенантов 4-го Украинского фронта, но офицером не стал. Войну закончил в Польше в звании гвардии старшины. После Победы ещё два года оставался в армии, участвовал в борьбе против банд бандеровцев в Западной Украине. В 1947 году гвардии старшина Ганьжин был демобилизован.
Вернулся на родину. Устроился работать кочегаром в паровозное депо Кунгур. Был помощником машиниста, затем работал машинистом паровоза в локомотивном депо Пермь-2. Только через 40 лет после Победы фронтовая ошибка была исправлена.
Указом Президиума Верховного Совета СССР от 21 января 1987 года в порядке перенаграждения Ганьжин Михаил Григорьевич награждён орденом Славы 1-й степени. Стал полным кавалером ордена Славы.
Перед уходом на заслуженных отдых работал машинистом тепловоза в депо Пермь-2. За добросовестный труд награждён знаком «Почетный железнодорожник». Жил в городе Пермь. Скончался 20 марта 2006 года. Похоронен на Северном кладбище города Пермь.
Награждён орденами Отечественной войны 1-й степени, Славы 1-й, 2-й, 3-й степеней, медалями.
Мемориальные доски памяти М. Г. Ганьжина установлены на зданиях локомотивных депо Пермь-2 и Кунгур. В мае 2008 года мемориальная доска открыта на доме, где жил ветеран в последние годы.